# بز کوهی هیمالیایی
بز کوهی هیمالیایی (نام علمی: Hemitragus jemlahicus) نام یک گونه از زیرخانواده بزیان است.